# Голос Омерики
«Голос Омерики» — музыкальная группа из Москвы, основанная в 2004 году. Музыканты предпочитают называть не группой, а кабаре. Основатель группы, автор музыки и текстов панк-аккордеонист Родион Лубенский.

## История
Группа образовалась в 2004 г., у истоков коллектива стояли Родион Лубенский и Александр Воробьёв (бывшие участники панк-группы «ШИПР»). Первые репетиции проводились в домашних условиях. Первый концерт «Голос Омерики» дал 20 января 2005 г. в Unplugged café в печально известном здании «Норд-Оста», и именно эта дата считается днём рождения коллектива, ежегодно отмечающимся большим концертом — сольным или же с участием друзей группы. В этом же году выходит первый альбом — «Реалити Шоу» в формате МС, став своеобразным «последним из могикан» в таком формате. Позже альбом официально вышел в формате CD на лейбле REBEL RECORDS. Презентация дебютной пластинки прошла 2 апреля 2006 г. в клубе «Табула раса».
Второй альбом, «Синяя Подводная Лодка», был записан за лето-осень 2006 г. и в 2007-м презентован дважды: сначала — на канале О2ТВ в программе «Брать живьём», куда «Голос Омерики» пригласили вместо сорвавшейся презентации группы «Би-2», после этого — в той же «Табуле». Третья пластинка под названием «Большая жизнь» потребовала у группы почти год работы, пока не вышла в конце весны 2008 г. с презентацией в клубе «Швайн».
Впоследствии группу настиг небольшой творческий кризис, растянувшийся на полгода, после чего неожиданно легко, меньше, чем за 6 месяцев, был написан и записан полуакустический альбом «Реальные Люди». Издан он был в пластиковом боксе тиражом 200 копий. Презентацию «Голос Омерики» и поклонники группы громко и шумно отметили в клубе «Трамплин».
1 июня 2009 г. в истории группы начинается новый виток: выступив хедлайнерами фестиваля, посвящённого дню защиты детей, «Голос Омерики» «прописывается» в клубе-организаторе — «Mezzo Forte». 19 сентября 2009 г. здесь проходили съёмки т. н. «фильма-концерта» в формате DVD, успешно разошедшегося всем тиражом как на концертах группы, так и в музыкальных магазинах Москвы, той же осенью арт-директор «Mezzo Forte» становится концертным менеджером группы. Последующие презентации проходят именно здесь. Тогда же группа пробует себя в номинации «Underground act года» на альтернативном канале A-One, однако набрать нужное количество голосов не смогла.
В 2010 году выходит альбом «Тетрис» — пожалуй, самый тяжёлый по звучанию альбом группы. 2011 год отмечен шестой пластинкой под названием «Пошёл весь Андеграунд…!», во многом ставший противоположностью предыдущей пластинки и предметом недовольства определённой группы поклонников коллектива, в частности, представителей панк-культуры.
Зимой 2011—2012 гг. было объявлено о том, что группа уходит в творческий отпуск. В течение 2012 г. бессменный лидер коллектива, Родион Лубенский, занимался сольным проектом и записал две авторские пластинки. «ХЛАМ» был презентован 7 апреля; выход альбома «Клезмер панк» сопровождался четырёхдневным московским туром 26-29 ноября, включившим в себя пре-пати, основная презентация в «Меццо-форте» (альбом раздавался гостям клуба в качестве бесплатного подарка), афтер-пати в «Доме Культуры» и интернет-съёмки концерта для регионов в режиме реального времени. Осенью же Лубенский выкладывает в интернет-пространство аудио-формат оперы «Бордель № 8», постановка которой ожидается во второй половине 2013 г.
В музыкальный коллектив в 2012 г. помимо Родиона входят: басист Сергей Шмельков, скрипач Георгий Янковский и ударник Сергей Подревский, заменивший Алексея Боева, который теперь живёт в г. Санкт-Петербург. 8 декабря в ансамбль Родиона после страшного ДТП официально возвращается бессменный гитарист Александр Воробьёв. Появление друга и коллеги Родион сопроводил словами «Голос Омерики жив и очень доволен». С 2013 г. (а именно — с концерта 6 января в клубе «Швайн») коллектив снова выступает именно как творческое объединение «Голос Омерики».
17 мая того же года в «Меццо форте» прошла презентация нового альбома группы под названием «Альтернатива». Тогда же вокалист Родион Лубенский заявил о том, что начинает подготовку своего третьего сольного альбома «МЯСО», который вышел в интернет-формате в октябре 2013 г. Любой желающий, отправив на счёт группы определённую сумму, в ответ получал ссылку на скачивание архива с полноценной CD (WAV) версией альбома.
23 ноября 2013 г. был проведён совместный концерт со шведской группой «White Trash Family», являющейся наследницей традиций этно-панка (фронтменом коллектива является аккордеонист Сергей Васильев, выходец из Самары). Приезд шведских гостей был полностью организован силами «Голоса Омерики», причём не последнюю роль в организации мероприятия сыграл бывший перкуссионист группы Сергей Ермаков (Сергей Сергеевич). С осени 2013 г. Сергей активно помогает своим старым друзьям, в том числе участвуя в безбашенной инсценировке к песне «GG Allin», ставшей частью первого в истории группы ЕР «Beat the bottles», презентация которого прошла 1 марта 2014 г. Осенью-зимой 2014 г. коллектив с размахом отмечает десятилетний юбилей, приурочив к нему запись восьмого номерного альбома «Атака Клоунов» и концертный тур по городам России и Беларуси (Минск, Ярославль, Самара, Санкт-Петербург, Москва, Калуга, Подольск). В ноябре того же года «Голос Омерики» выступает с небольшим сетом на открытии «Премии Рунета».
В 2017 году группа участвует в возрождённом фестивале «Панки в городе», прошедшем на территории арт — пространства «Дизайн — Завод ФЛАКОН».

## Характеристика творчества
Жанр группы определяется самими участниками коллектива как «алко-шансон-гламур-панк». Гламур-панк — это сочетание несочетаемого, оксюморон, некое проявление бурлеска на музыкальной сцене. «Шансон» происходит от музыки улиц, «городской песни», а «алко» — приставка, характеризующая спиртное как неизменный элемент веселья русских празднеств (недаром группу называют музыкальным воплощением русской свадьбы в самом её пике). В России группа аналогов не имеет (хотя некоторые критики отмечают, что стиль группы схож с ранними «Ленинградом» и «Сектором Газа»). По причине того, что в музыкальном отношении основной упор делается на аккордеон, скрипку и гитару, «Голос Омерики» часто сравнивают с Gogol Bordello, однако в данном случае вряд ли можно говорить о каких-либо аналогиях ввиду полярных песенных тематик. Сами музыканты считают своими непосредственными «коллегами по цеху» группы Eläkeläiset и Tiger Lillies.
Стиль определяется создателем группы, Родионом Лубенским, как «мультиформатный панк». Основная тематика песен — зарисовки из повседневной жизни самых разнообразных членов общества на различные темы: неустроенность в жизни, взаимоотношения полов, неудачная любовь, семейные отношения, страсть к алкоголю, сексуальные отклонения. Главные персонажи — представители, в основном, маргинальной среды: алкоголики, прожигатели жизни, наркоманы, проститутки, бомжи, разбитные женщины, доходяги и мошенники. Мораль стихов и песен заключается в том, что поступать, как герои произведений, вести подобный им образ жизни ни в коем случае нельзя; таким образом, «Голос Омерики» представляет собой Вредные советы Г. Остера в музыкальной форме, обращённые к молодёжи и взрослым людям. За комической формой чёрного и местами даже похабного юмора зачастую кроется трагическая суть — у подавляющего большинства песен отсутствует «хэппи-энд». Квинтэссенцией подобного подхода стало цельное музыкальное представление под названием «Кабак». Осенью 2011 было объявлено о том, что группа готовит шансон-кабаре-панк-оперу. Основной концепцией стала история одного злачного заведения, главными посетителями которого являются представители маргинальной среды. 9 декабря «Кабак» был представлен публике в «Mezzo Forte», причём атмосфера, царившая в клубе, воссоздавала образ советского ресторана 1970-х годов: поклонников группы, заранее заказавших столик, ждали накрытые белыми скатертями столы, а также специальное меню времён брежневского «застоя».

## Участники «Голоса Омерики» за всю историю существования

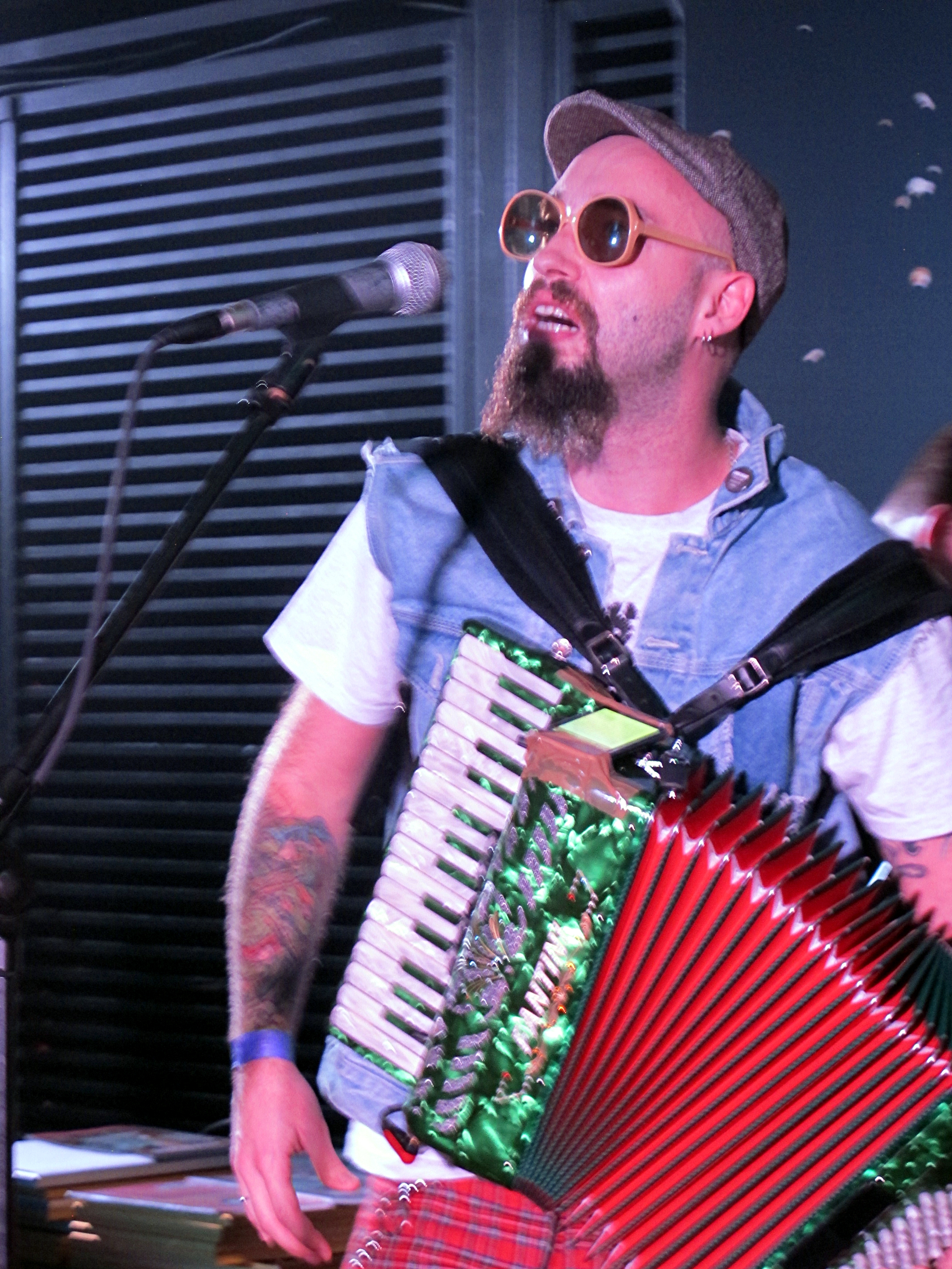
Родион Лубенский

- Родион Лубенский — вокал, аккордеон, гитара, клавиши, перкуссия, баян, ударные, слова, музыка.
- Александр Воробьев — гитара, балалайка, банджо.
- Сергей Шмельков — бас-гитара, мандолина.
- Алексей Боев — барабаны.
- Михаил «Карней» Карнейчик — перкуссия, танцы.
- Георгий Янковский — скрипка, альт.
- Юлия Лавровская — вокал, бэк-вокал.
- Сергей Подревский — ударные.
- Илья Сизов — бас-гитара.
- Артем «Бен Ладен» Данилов — ударные.
- Сергей Сергеевич — перкуссия.
- Толик — кларнет.
- Павел Гаврилов — балалайка, бэк-вокал.
- Настя «Клинтон» (R.I.P) — саксофон.
- Роман Латенко — электро-контрабас, синтезатор, звук.
- Александр Козлов — мандолина.
- Никита Дружинин — балалайка.
- Иван «Мутаген» — бас-гитара.
- Владимир «Бурбон» Бурмистров — ударные.
- Вимал Никонов — ударные.
- Михаил Козодаев — ударные.
- Владимир Гуляев — труба.
- Лиза Симпсон — саксофон.

### Сайд-проекты
Кроме участия в группе, солист Родион Лубенский отметился записью нескольких сольных альбомов, а также работами в Театр.doc в спектаклях «Человек из Подольска» (роль Человека из Мытищ) и в «Кто любит Панкратова?» (в роли шурина Панкратова) и в телесериале «Не бойся 2» (в роли порнорежиссёра).

## Дискография

### Студийные альбомы
1. «Реалити Шоу» (2005)
2. «Синяя Подводная Лодка» (2007)
3. «Большая Жизнь» (2008)
4. «За Всё» (2009)
5. «Реальные Люди» (2009)
6. «Тетрис» (2010)
7. «Пошел Весь Андеграунд…!» (2011)
8. «Альтернатива» (2013)
9. «Атака клоунов» (2014)
10. «Клюква» (2015)
11. «Хардкор» (2017)
12. «Спорт» (2019)
13. «Чехословакия» (2020)
14. «Мыло» (2022)
15. «Люди против рептилий» (2024)

### Синглы и EP
- «Beat the bottles» (2014)
- «Уздечка» (2021)
- «Ёлка» (2024)
- «Ельцин жив!» (2025)
- «Синица» (2025)
- «ПБЛА» (2025)

### Сольные альбомы Родиона Лубенского
- «Хлам» (2012)
- «Бордель № 8» (2012)
- «Клезмер Панк» (2012)
- «Мясо» (2013)
- «Русский рэп» (под псевдонимом GALAGA, 2019)